# Gholam Hossein Banan
 (novembre 2012).
Si vous disposez d'ouvrages ou d'articles de référence ou si vous connaissez des sites web de qualité traitant du thème abordé ici, merci de compléter l'article en donnant les références utiles à sa vérifiabilité et en les liant à la section « Notes et références ».
Gholam-Hossein Banan (en persan : غلامحسين بنان), né en mai 1911 à Amol et décédé le 27 février 1986 à Téhéran, 
est un musicien et chanteur iranien.

## Biographie
Il est né dans une famille de musiciens. Son père, Karim Khan Banan ol-Douleh Nuri, était un pianiste accompli, et, accessoirement calligraphe. Un de ses frères et deux de ses sœurs ont été élèves du célèbre musicien Morteza Neydāvood. Dès l'âge de six ans, Gholam-Hossein Banan a commencé à prendre des leçons de chant, de piano et d'orgue, encouragé par Morteza Neydāvood (en) qui n'a pas tardé à le reconnaître comme doué pour la musique.
Il a ensuite étudié avec Mirza Taher Zia oz-Zākerin Rasā'í et Naser Seif. Ali-Naqi Vaziri plus tard, lui fait découvrir le célèbre Ruhollah Khaleghi. Banan rejoint l'Association nationale de la musique iranienne en 1942, et est apparu à la radio nationale iranienne la même année. Il a ensuite rejoint l'orchestre de l'éminent pianiste Javad Maroufi, devenant le chanteur.
En 1957 ou 1958, il perd l'usage de l'œil droit à la suite d'un accident de voiture. Il est décédé le jeudi 27 février 1986 à l'hôpital lranmehr Gholhak de Téhéran.
Il est encore admiré de nos jours par les amateurs de musique traditionnelle persane.